# Dianella revoluta
Dianella revoluta är en grästrädsväxtart som beskrevs av Robert Brown. Dianella revoluta ingår i släktet Dianella och familjen grästrädsväxter.

## Underarter
Arten delas in i följande underarter:
- D. r. divaricata
- D. r. minor
- D. r. revoluta
- D. r. tenuis
- D. r. vinosa